# بامشاد سلیمان‌خانی
بامشاد سلیمان‌خانی شهروند ایرانی اهل آبدانان بود. او دانشجوی کارشناسی مهندسی مکانیک در دانشگاه ایلام بود که سوم خرداد با علائم مسمومیت به بیمارستان منتقل و ۷ خرداد در بیمارستان جان خود را از دست می‌دهد.
دویچه وله فارسی مدعی شد که او در جریان خیزش ۱۴۰۱ ایران توسط نهادهای امنیتی جمهوری اسلامی بازداشت و ۳ خرداد ۱۴۰۲ از زندان آزاد شده است و نیمه شب ۳ خرداد با علائم مسمومیت به بیمارستان رازی ایلام منتقل و ۷ خرداد در بیمارستان جان خود را از دست داده است. همچنین رادیو بین المللی فرانسه مدعی شد در معاینات اولیه مشخص شده که کتف و دو دنده او شکسته  و آثار کتک و خاموش کردن سیگار روی بدنش مشهود است.
پس از این ماجرا دادستان مرکز استان ایلام در مصاحبه‌ای گفت «مطالب منتشر شده در مورد بازداشت بامشاد سلیمان‌خانی و همچنین علت فوت کذب بوده و مدارک و تماس های خانواده او با اورژانس گویای این است که وی بر اثر اختلافات خانوادگی خودکشی کرده است.»
به دنبال انتشار خبر درگذشت سلیمان‌خانی، شامگاه پنجشنبه ۱۱ خرداد شهروندان آبدانان در اعتراض به مرگ او دست به تجمع اعتراضی زدند. نیروهای امنیتی به مردم معترض حمله و شماری از آن‌ها را زخمی کردند. مأموران از تفنگ ساچمه‌زنی، گاز اشک‌آور و گلوله‌های جنگی استفاده کردند و بیش از ۱۰ نفر با گلوله‌های ساچمه‌ای زخمی شدند.